# Skyfall

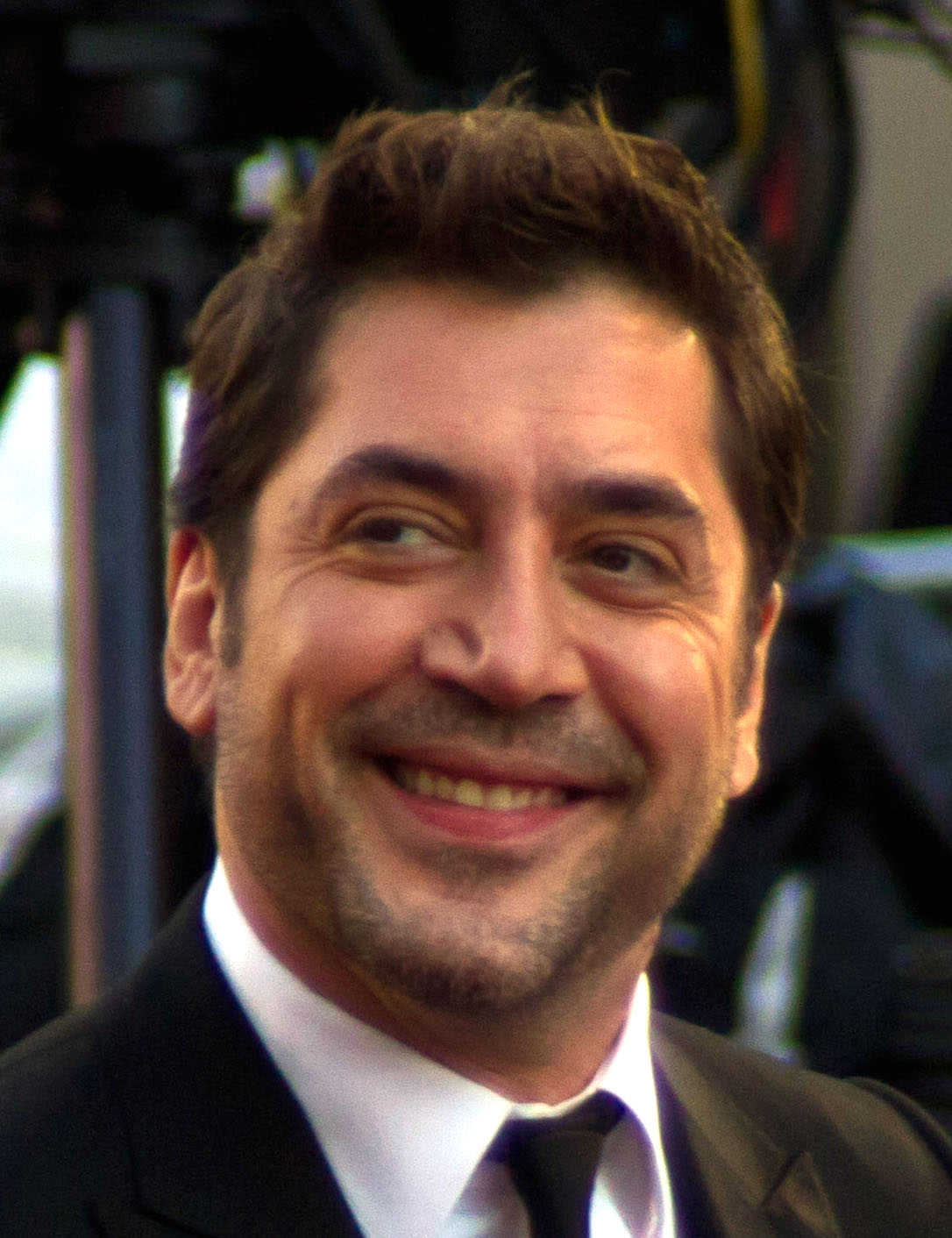
Javier Bardem como Silva, el villano principal de Skyfall.

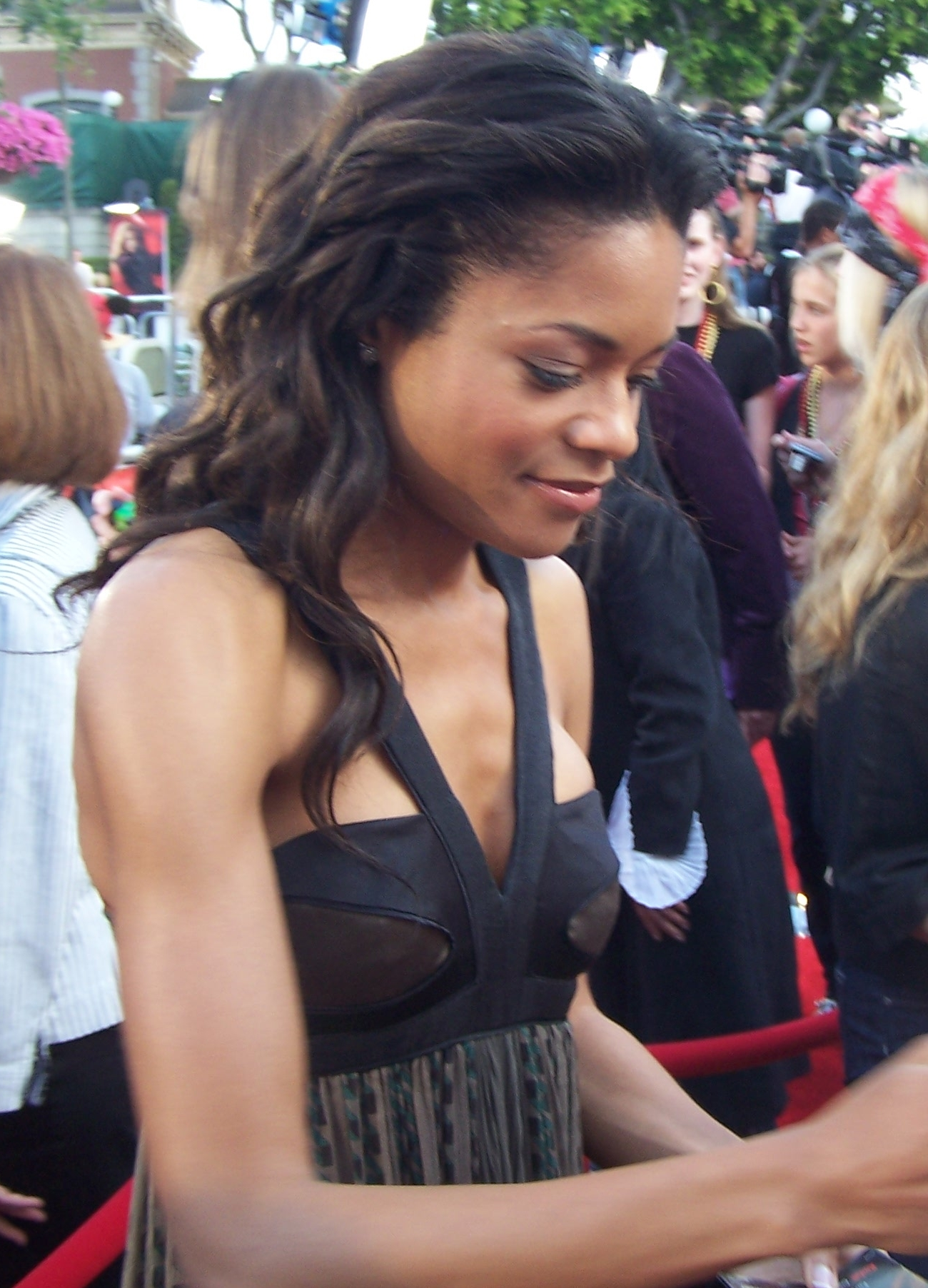
Naomie Harris interpreta a Eve Moneypenny

Skyfall (titulada 007: Operación Skyfall en Hispanoamérica) es la vigesimotercera película de James Bond producida por Eon Productions. Cuenta con Daniel Craig en su tercera actuación como James Bond y Javier Bardem como Raoul Silva, el villano de la película. Fue dirigida por Sam Mendes y escrita por Neal Purvis, Robert Wade y John Logan, y cuenta con un tema ganador de un Óscar, cantado por Adele. Fue distribuido por Metro-Goldwyn-Mayer (MGM) y Columbia Pictures.
La historia se centra en Bond que investiga un ataque al MI6; el ataque es parte de un complot por el exagente del MI6 Raoul Silva para humillar, desacreditar y matar a M como venganza contra ella por traicionarlo. La película marca el regreso de dos personajes recurrentes de la serie tras una ausencia de dos películas: Q, interpretado por Ben Whishaw; y Eve Moneypenny, interpretada por Naomie Harris. Skyfall es la última película de la serie de Judi Dench, quien interpretó a M, un papel que había interpretado en las seis películas anteriores. La posición es posteriormente ocupada por el personaje de Ralph Fiennes, Gareth Mallory.
Mendes fue abordado para dirigir la película después del lanzamiento de Quantum of Solace en 2008. El desarrollo fue suspendido cuando MGM se encontró con problemas financieros y no se reanudó hasta diciembre de 2010; durante este tiempo, Mendes se mantuvo unido al proyecto como consultor. El guionista original, Peter Morgan, abandonó el proyecto durante la suspensión. Cuando se reanudó la producción, Logan, Purvis y Wade continuaron escribiendo lo que se convirtió en la versión final del guion. La filmación comenzó en noviembre de 2011 y se llevó a cabo principalmente en el Reino Unido, con porciones más pequeñas filmadas en China y Turquía.
Skyfall se estrenó en Londres en el Royal Albert Hall el 23 de octubre de 2012 y fue lanzada en el Reino Unido el 26 de octubre de 2012 y los Estados Unidos el 9 de noviembre de 2012. Fue el primer filme de James Bond que se proyectara en salas IMAX, aunque no fue filmado con cámaras IMAX. El estreno de la película coincidió con el 50 aniversario de la serie Bond, que se inició con Dr. No en 1962. Skyfall fue recibida positivamente por la crítica, siendo elogiada por su actuación, en particular las de Craig, Bardem y Dench, la escritura del guion, la cinematografía, la dirección de Mendes, la música de Thomas Newman, y las escenas de acción. Fue la 14.ª película en ganar más de $1000 millones en todo el mundo, y la primera película Bond para hacerlo. Se convirtió en la séptima película más taquillera en el momento, la película más taquillera en el Reino Unido, la película más taquillera de la saga Bond, la película de mayor recaudación en todo el mundo, tanto para Sony Pictures (hasta que fue superada por Spider-Man: Lejos de casa en 2019) como MGM, y la segunda película más taquillera de 2012. La película ganó varios premios, entre ellos dos premios BAFTA, dos premios Óscar y dos premios Grammy. Es el top 91 de las 100 mejores películas de acción de todos los tiempos por GQ.
Las siguientes películas de la serie, Spectre  y Sin tiempo para morir, se estrenaron en 2015 y 2021, respectivamente.

## Argumento
La película comienza en Estambul, donde James Bond encuentra a su compañero agente del MI6, Ronson, gravemente herido y falta el  disco duro de una computadora portátil cercana, cuyo contenido aún no se ha revelado. Bond persigue al enemigo, un asesino a sueldo profesional llamado Patrice, con la ayuda de Eve, agente del MI6, primero en automóvil y luego en motocicleta a través de los techos de tejas del Gran Bazar, hasta que finalmente los dos hombres terminan en un tren. Bond recibe un disparo en el hombro de Patrice mientras intentaba subir al auto de este. Luego, los dos comienzan a luchar cuerpo a cuerpo en la parte superior del tren en movimiento, mientras que más arriba en la línea, Eve se ha posicionado con un rifle listo para eliminar a Patrice. Bond y Patrice todavía luchan entre sí, negándole a Eve un tiro claro. M le da la orden a Eve de disparar, lo cual hace. Bond es golpeado y cae al río, aparentemente muerto.
Unos meses más tarde, M comienza a escribir el obituario de Bond. Al día siguiente, se le ordena una reunión con Gareth Mallory, el presidente del Comité de Inteligencia y Seguridad. Mallory revela que el disco duro perdido contiene los nombres de todos los agentes encubiertos de la OTAN integrados en organizaciones terroristas de todo el mundo. Mallory sugiere que debido al mal manejo de la situación por parte de M, ella debería retirarse o, más bien, verse obligada a retirarse con todos los honores. Ella se niega y regresa al trabajo. En el camino, el asistente de M, Bill Tanner, descubre que alguien está pirateando de forma remota la base de datos del MI6 desde la computadora de M. Se apresuran a regresar a la sede del MI6, pero la policía los detiene formando una barricada justo afuera del edificio. Cuando M está a punto de protestar ante los agentes de policía, una gran explosión arrasa parte del edificio y mata a ocho empleados.
Mientras tanto, Bond sigue vivo en algún paraíso tropical disfrutando de noches de alcohol y mujeres. Ha fingido su muerte y simplemente se está escondiendo. Sin embargo, decide acortar sus vacaciones cuando ve un noticiero de CNN sobre el ataque al MI6.
Al regresar a Londres, Bond se enfrenta a M en su casa, donde ella le dice que ha sido declarado muerto y que su propiedad está almacenada. Pide reincorporarse al servicio, M acepta pero le dice que tendrá que volver a tomar las pruebas para volver a ser un agente de campo. Bond es llevado a la nueva base subterránea del MI6 y comienza su evaluación.
Bond se encuentra en mala forma física. También le resulta difícil remasterizar su puntería. Se quita dolorosamente parte de la metralla que quedó en su hombro donde Patrice le disparó y la envía para su análisis.
Se llama a Bond para que vea a M y se encuentra con Eve en el camino, quien ha sido suspendida del servicio de campo y ahora está ayudando a Mallory en su transición al puesto de M. En la oficina de M, Bond se sorprende de que uno de los adornos de escritorio menos elegantes de M, un bulldog de porcelana blanca con una bandera de Unión Jack pintada en la espalda, sobrevivió a la explosión. M le dice a Bond que apenas ha pasado su revaluación y que puede reanudar el servicio normal. Bond conoce a Mallory por primera vez; Mallory le dice que no se "arruine" en relación con su nueva misión.
El análisis de la metralla del hombro de Bond indica que consiste en una forma especializada de uranio empobrecido que solo utilizan un puñado de agentes en el mundo. Cuando se le muestran fotos de tres personas que usan tal munición, Bond reconoce inmediatamente a Patrice. Tanner señala que Patrice es un asesino a sueldo profesional y también es un fantasma, sin otros nombres ni alias conocidos. Tienen noticias por parte de la CIA de que Patrice estará en Shanghái en dos días, posiblemente en otro trabajo. M le ordena a Bond viajar a Shanghái para encontrar a Patrice, interrogarlo para obtener la lista y luego matarlo en represalia por la muerte de Ronson. Después de que Bond se va, Tanner pregunta sobre el regreso de Bond al campo y dice que no sabía que Bond había pasado su evaluación. M le dice a Tanner que Bond no aprobó.
De antemano, envía a Bond a una galería de arte para conocer a "Q ". Q es un joven que le da a Bond un localizador por radio y un nuevo modelo Walther PPK con un sensor de huellas de manos que hace que la pistola solo pueda ser utilizada por Bond.
Bond viaja a Shanghái y sigue a Patrice desde el momento en que llega al aeropuerto. Patrice toma un taxi hasta un rascacielos en el centro de la ciudad. Mientras Bond observa desde su automóvil, Patrice dispara al guardia de seguridad de turno con una pistola silenciada y luego sube al ascensor. Bond lo sigue y hace autostop agarrando una barra en la parte inferior de la cabina del ascensor. Cuando Patrice llega a su piso, ingresa a una sala de servidores, seguido de cerca por Bond. Se dirige hacia una ventana, ensambla un rifle de francotirador y corta un agujero circular en el vidrio. Patrice apunta su rifle a través del agujero, apuntando a un anciano hombre de negocios chino que se encuentra con una mujer misteriosa en un edificio al otro lado de la calle. Mientras dos guardaespaldas retiran una sábana para mostrarle al empresario una valiosa obra de Amedeo Modigliani, Patrice dispara con su rifle al hombre en la nuca.
En ese momento, Bond ataca y lucha contra Patrice por el control del arma. Después de una breve lucha, Patrice es empujado a través de una ventana rota, pero antes de que caiga, Bond lo agarra del brazo derecho y exige saber quién es su empleador. Patrice no responde, Bond pierde el control y Patrice cae y muere. Al otro lado de la calle, la mujer misteriosa mira fijamente a Bond hasta que desaparece al amparo de la oscuridad. Bond encuentra una ficha de un casino de juego de Macao entre el equipo de Patrice.
De vuelta en Londres, M mira su computadora. Le llega un mensaje en forma de anuncio "Haga clic aquí para reclamar su premio". Cuando hace clic en "aquí", aparece un video de YouTube: su atacante misterioso ha publicado las identidades de cinco agentes y promete publicar cinco más cada semana. Uno de los mensajes del comunicado dice "Piensa en tus pecados".
En su habitación de hotel, Bond recibe una visita inesperada de Eve, quien le da la noticia de lo que está pasando en Londres. Mientras coquetean, Eve le afeita la cara y el cuello a Bond. Posteriormente, Bond viaja al casino, entrega la ficha y recibe un maletín que contiene 4 millones de euros por el asesinato por parte del cajero, quien erróneamente cree que Bond es el asesino a sueldo. Cuando Bond recibe el dinero, ve a la mujer que había visto en Shanghái. Ella revela su nombre, Sévérine Bond es atacado por los guardaespaldas de Sévérine cuando sale del casino. Utiliza el maletín para vencer a dos de ellos antes de que el tercero lo derribe desde un puente peatonal hacia un pozo de dragones de Komodo. El tercer secuaz agarra la pistola de "firma" de Bond e intenta dispararle, pero la identificación con la huella de la palma no permite que el arma se active sola. En ese momento, los dragones de Komodo agarran al secuaz y lo arrastran a la oscuridad para ser comido. Cuando Bond vuelve a subir al puente, uno de los otros dos secuaces le apunta con una pistola y se prepara para dispararle, pero Eve lo desarma. Bond le da a Eve el estuche con el dinero y le dice: "Ponlo todo en rojo. Es el círculo de la vida". Bond llega al yate de Sévérine y hace el amor con ella.
De vuelta en Londres, algunos de los agentes encubiertos que fueron identificados en el video de YouTube fueron ejecutados y sus muertes se publicaron en la web. Mallory le dice a M que el primer ministro le ha ordenado comparecer ante una investigación. M es reacio, pero Mallory insiste en que el MI6 sea responsable ante las personas a las que protege, que ya no hay más sombras en las que esconderse. M responde que la persona que los está atacando es del mismo lugar de donde proviene Bond, las sombras.
A la mañana siguiente, el yate de Bond y Sévérine se acerca a una isla llena de edificios abandonados. Antes de reunirse con su anfitrión, Bond activa el pequeño dispositivo de radio de Q. Sévérine sugiere que den la vuelta, pero la otra tripulación del barco los rodea. Bond y Sévérine son tomados como rehenes y sus manos están atadas. Mientras caminan por las calles desiertas, Sévérine revela que su empleador manipuló a todos los que solían vivir allí para que evacuaran durante la noche usando una computadora para hacerles creer que la planta química tenía una fuga. En ese momento, Bond y Sévérine son separados y tomados por caminos separados por los secuaces.
Bond es llevado a una habitación llena de servidores informáticos donde lo atan a una silla. Cuando se sienta, un ascensor desciende desde arriba en el otro extremo de la habitación. Las puertas se abren y sale Raoul Silva. Silva revela que es un exagente del MI6 a quien M traicionó al dejarlo encarcelado y torturado a manos del enemigo; M aparentemente lo abandonó porque sintió que sus métodos eran demasiado peligrosos. Silva también revela que M ha enviado a Bond a una misión a pesar de que Bond falló en todas sus pruebas, lo que parece debilitar la confianza de Bond en ella.
Bond y Silva luego se dirigen a un patio donde Sévérine está de pie, atada y golpeada. Silva coloca un vaso pequeño de whisky en la cabeza de Sévérine, la regaña para que se ponga de pie y luego desafía a Bond a dispararle el vaso de la cabeza. La mano de disparo de Bond es inestable y falla (quizás deliberadamente), pero Silva no pierde el tiempo y le dispara en la frente. Bond de repente domina y mata a los hombres de Silva, pero deja a Silva con vida. Silva está desconcertado de que Bond quiera enviarlo solo a M. Bond luego produce la radio el transmisor de radio que Q le dio, revelando que no está solo. En el momento justo, los helicópteros MI6 descienden sobre la isla.
De vuelta en el cuartel general subterráneo del MI6, Silva ha sido colocado en una elaborada celda de aislamiento. M confronta a Silva sobre sus ataques, pero él le pregunta por qué lo abandonó, mostrándole cómo su cápsula de cianuro de hidrógeno no pudo matarlo y dejó su rostro deformado: destruyó gran parte de su mandíbula superior, algunos de sus dientes y su pómulo izquierdo con cianuro, obligándolo a usar una prótesis. M responde a la reprimenda de Silva, diciendo que borrará su nombre del muro conmemorativo del MI6. Al verse obligada a asistir a una audiencia pública al parlamento, M se va, visiblemente conmocionada. Al salir, acusa a Bond y Q de inspeccionar la computadora portátil de Silva en busca de evidencia. También le dice a Bond que el verdadero nombre de Silva es Tiago Rodríguez y que era uno de los mejores agentes del MI6, que trabajaba en Hong Kong antes de la devolución de Hong Kong a China en 1997. Cuando comenzó a operar fuera de la autoridad del MI6, M lo entregó al gobierno chino a cambio de varios agentes que tenían como prisioneros y la entrega pacífica de Hong Kong en 1997.
Mientras Bond observa, Q intenta acceder a la computadora de Silva, conectándola al sistema MI6. Se da cuenta de que Silva tiene protocolos a prueba de fallas que solo unas seis personas en el mundo son capaces de crear. Finalmente, logran descifrar los archivos. Q determina que los archivos de Silva usan un código ofuscado para ocultar su verdadero propósito.
En su celda, Silva se levanta con confianza y se estira, subiéndose la cremallera de la camisa. Un guardia le pregunta si va a alguna parte.
Mientras tanto, M y Tanner están en un tribunal supervisado por la parlamentaria Claire Dowar. La junta de investigación examina cuidadosamente y critica a M por su falta de manejo adecuado de las brechas de seguridad y por la muerte de sus agentes.
En el laboratorio de Q, Q descubre que Silva está usando un motor polimórfico para mantener su computadora codificada. Bond se da cuenta de que algunas de las letras del decodificador forman dos palabras: Granborough Road, que Bond recuerda que es una estación de metro de la línea metropolitana abandonada. Usando la palabra Granborough como clave, la codificación en la pantalla grande se transforma en un mapa subterráneo de Londres.
De repente, las trampillas de vidrio en el piso se abren, para confusión de Q. Bond se da cuenta de que Silva los ha pirateado nuevamente. Luego, las palabras "Violación de seguridad del sistema" aparecen en el monitor, seguidas de una calavera y el mensaje "NO ES UN NIÑO TAN INTELIGENTE". Q desconecta rápidamente la computadora, tratando de contener la carga viral.
Bond corre a través de la sede del MI6 hasta la celda de Silva, pero cuando llega allí, es demasiado tarde: Silva ha matado a sus dos guardias y ha desaparecido. Bond se da cuenta de que se ha quitado una escotilla de mantenimiento en el piso y ve a Silva escapando por los túneles. Bond baja por una escalera. Más abajo en el túnel, puede ver a Silva bajando por otra escalera. Bond baja las escaleras, saca su pistola y atraviesa una puerta de servicio, encontrándose en un túnel del Metro de Londres.
Mientras Bond camina por la pista, Q le dice a través de un auricular que Silva claramente ha pasado años planeando su mudanza, haciendo estallar la sede regular consciente de que el MI6 se mudaría aquí y consciente de todos los protocolos de emergencia. Bond responde que está preocupado por lo que sucederá a continuación: Silva persigue a M personalmente. Llega a la siguiente puerta de servicio, pero para su consternación, está atascada. Entra en pánico, especialmente cuando escucha que se acerca un tren. Bond lucha por empujar la puerta para abrirla y finalmente recurre a disparar la cerradura, saltando por poco al túnel de servicio solo un segundo antes de que pase el tren.
Silva, mientras tanto, baja por una escalera en la estación de metro de Temple. Se encuentra con dos de sus secuaces, vestidos como policías, que le dan a Silva un paquete al pasar. Bond ingresa a la estación de metro a través de otra puerta de mantenimiento, mezclándose con una gran multitud de viajeros. Un tren se detiene en la estación. A medida que los pasajeros comienzan a subir y bajar, Bond le pide a Q que revise las imágenes de la cámara para Silva, para que pueda estar seguro de subirse al tren. Q no está seguro, debido al gran tamaño de la multitud. Al ser una sola persona, no puede mirar todas las transmisiones a la vez y no se da cuenta de inmediato de que Silva sube al tren, ahora disfrazado de oficial de policía. Las puertas se cierran y el tren comienza a salir de la estación, justo cuando Q finalmente ve que Silva está a bordo. Bond corre tras el tren que parte y se las arregla para engancharse al último vagón justo a tiempo. Un transeúnte observa que Bond está "ansioso por llegar a casa".
Afirmando ser de Salud y Seguridad, Bond hace que el operador abra la puerta y lo deje pasar. Bond recorre cada vagón del tren en busca de Silva. Silva, sintiendo que Bond se ha subido, se dirige hacia la parte delantera del tren, un paso por delante de Bond. Bond se da cuenta de que la siguiente parada es Westminster; Bond se da cuenta de que Silva se dirige hacia M.
Mientras tanto, la audiencia de investigación de M va tan bien como cabría esperar. Hay una breve interrupción cuando Tanner recibe mensajes de Q de que Silva ha escapado. Intenta advertir a M, pero M se niega a irse y parece un cobarde.
Cuando el tren llega a Westminster, Silva sale corriendo del primer vagón y Bond lo sigue desde el segundo vagón. Bond lo persigue a pie por la atestada estación de metro. Pierde el rastro de Silva momentáneamente después de deslizarse por la barandilla de una escalera mecánica. Silva sonríe mientras se las arregla para evitar ser notado mezclándose con otros policías que patrullan en la estación. Silva luego ingresa a otro túnel a través de una puerta sin marcar, seguido por Bond.    
En la audiencia, Mallory interrumpe al parlamentario Dowar por prolongarse demasiado y se da cuenta de que la audiencia se está volviendo más como un tribunal canguro.
Bond sigue a Silva por un pasillo poco iluminado hasta una habitación cavernosa. Al ver la sombra de Silva al otro lado de la habitación, Bond acelera el paso. Alcanza a Silva justo cuando Silva está subiendo una escalera para escapar, y dispara su pistola varias veces, fallando. Silva actúa molesto porque Bond lo extraña. Bond advierte que no fallará la próxima vez que dispare. Silva responde mostrando a Bond lo último de su 'tienda de juguetes': una radio. Presiona un botón, desencadenando una carga explosiva que destruye parte del techo. Bond pregunta si eso estaba destinado a él. Silva se ríe y dice "¡No! Pero eso sí". En ese momento, un tren se estrella contra el agujero recién detonado. Bond se zambulle para cubrirse mientras Silva escapa.
Silva hace su camino a la superficie. Cuando sale de la estación, se acerca un coche de policía conducido por sus secuaces. Silva se sube y el auto arranca.
Mientras Silva se dirige hacia el tribunal, M tiene la oportunidad de hablar en la audiencia de investigación. Ella habla sobre cómo las preguntas que le hicieron sobre por qué los agentes -00 del MI6 siguen siendo relativos. Ella afirma que ve un mundo diferente al de ellos, y ve una verdad que la asusta: ya no conocen a sus enemigos. No existen en el mapa, no son naciones, son personas individuales. Ella sugiere que las otras personas en la habitación miren a su alrededor y pregunten: "¿Qué es lo que temes?"
Mientras tanto, Silva y sus dos hombres llegan al edificio del tribunal. Los secuaces levantan sus pistolas y disparan a los guardias que manejan el puesto de control de seguridad sin perder el ritmo. Al mismo tiempo, Bond sale de la estación de metro de Westminster justo cuando llegan la policía y los bomberos de verdad. Sale corriendo lo más rápido que puede en dirección al edificio del tribunal.
M termina su declaración afirmando que su difunto esposo era un gran amante de la poesía, y algunos de los poemas que leyó la tocaron sensible. Ella cita a Tennyson: "No tenemos ahora aquella fuerza, que en los viejos tiempos movía tierra y cielo, somos lo que somos y ya, corazones heroicos de parejo temple, debilitados por el tiempo y el destino, pero más fuertes en voluntad, para esforzarse, buscar, encontrar y nunca rendirse ". Justo cuando M dice la última palabra, las puertas del fondo de la sala del tribunal se abren y Silva y sus hombres entran con las pistolas en la mano. Los espectadores comienzan a ponerse de pie y pelear, y Mallory salta sobre la mesa, mientras Silva dispara a un transeúnte sentado en la mesa de M. Los policías que custodian la habitación intentan sacar sus pistolas, pero los hombres de Silva los matan a tiros o los obligan a ponerse a cubierto. Los miembros de la junta y los transeúntes se zambullen para cubrirse, dándole a Silva un tiro limpio a M. Mientras apunta su pistola hacia M, los dos se miran fijamente durante varios segundos. Mientras Silva se prepara para dispararle a M, Mallory la empuja hacia abajo. Silva dispara, la bala golpea a Mallory en su hombro izquierdo.
A medida que Bond se acerca al edificio del tribunal, Silva y sus hombres intercambian disparos con los oficiales a los lados de la sala. Entra en el edificio, con la pistola en la mano, y abre de una patada una puerta lateral de la sala del tribunal justo cuando un oficial colocado junto a esa puerta es asesinado a tiros. Bond levanta su pistola y dispara varias rondas a Silva, quien se esconde detrás de un banco y le devuelve el fuego. Bond ve la pistola del oficial tirada en el suelo. Se la pasa a Eve, quien aparece y dispara varias rondas de supresión a Silva. Otro oficial estacionado en la puerta opuesta a Bond inmediatamente se pone a cubierto, pero Silva lo mata a tiros. Silva luego vuelve a disparar contra Bond. Mallory ve una oportunidad y rompe la cobertura, agarrando la pistola del segundo oficial mientras está bajo el fuego de uno de los dos hombres de Silva. Después de un intercambio rápido, Mallory se refugia en el arco de la puerta y dispara. Varias balas más alcanzan al secuaz y cae muerto. En algún momento de este intercambio, el otro secuaz muere.
La mirada de Bond va de Mallory a un par de extintores. Les dispara a ambos, creando una cortina de humo en un esfuerzo por sacar a Silva del camino. Bond dispara varias rondas al humo y falla. Silva dispara dos rondas en respuesta. Luego mata a un transeúnte que rompe la cubierta y camina hacia el auto de fuga, que se aleja justo cuando Bond sale.
Tanner lleva a M por otra puerta a un auto que espera. Justo cuando la puerta de M se cierra, despega antes de que Tanner pueda entrar. Bond conduce el auto. Mientras se alejan de la escena, Bond llama a Q y le pide que haga un rastro falso para que Silva lo siga, en un esfuerzo por sacarlo de su escondite. Esa noche, cambian de auto para evitar que los rastreen fácilmente; Bond cambia a su viejo Aston Martin DB5, con todos los sistemas de defensa aún funcionando. La lógica de Bond es que cualquier automóvil oficial utilizado por M y MI6 será demasiado fácil de rastrear.
Q y Tanner se ponen a trabajar creando un rastro no oficial para que Silva lo siga. Mallory, ahora con un cabestrillo como resultado de la herida de bala de Silva, los sorprende mientras trabajan. Están a punto de proporcionar una excusa para sus acciones, pero él deduce lo que están haciendo y les dice que continúen.
Bond y M viajan a Escocia a 'Skyfall', la finca de la familia Bond. Allí se encuentran con el guardabosques de la finca Kincade, que empuña una escopeta, quien ofrece su ayuda para luchar contra Silva y sus hombres. Con la colección de rifles de la familia vendida hace meses, el trío improvisa una serie de trampas explosivas alrededor de la casa en preparación para el esperado asalto de Silva. Kincade le cuenta a M un poco de la historia de la infancia de Bond: sus padres murieron cuando él era muy pequeño y James se escondió en el túnel que va de la casa a la capilla en los páramos. Kincade también le da a Bond el rifle de caza de su padre, diciendo que no podía soportar verlo vendido.
La primera ola de los hombres de Silva se acerca y son atendidos por las trampas explosivas, las ametralladoras del DB5, Bond y Kincade. Sin embargo, M es alcanzada en el abdomen por una bala. La segunda ola y el propio Silva se acercan en helicóptero. Bond ordena a Kincade y M que escapen por el túnel mientras él detiene el asalto. Bond es inmovilizado por fuego de ametralladora pesada desde el helicóptero y por Silva arrojando granadas a la casa. Bond improvisa haciendo estallar dos botes de gas con dinamita. La explosión resultante destruye el helicóptero, gran parte de la casa y mata a todos menos a Silva y dos de sus hombres. Bond escapa por el mismo túnel que Kincade y M. Silva ve la linterna de Kincade en la distancia y parte en su persecución. Bond toma un atajo a través de un estanque congelado, pero Silva y dos de sus secuaces lo detienen en seco. Bond noquea a los primeros secuaces y mata al segundo estrangulándolo bajo la superficie del hielo. Llega a la capilla y encuentra a Silva pidiéndole a M que les dispare a ambos y termine con su miseria. Bond le clava un cuchillo en la espalda y lo mata, pero M sucumbe a la herida de bala y muere, dejando a Bond angustiado.
Bond regresa a Londres, donde Eve lo encuentra en una azotea, contemplando el horizonte. Ella le entrega una pequeña caja y le dice que esa mañana se leyó el testamento de M y que ella le había dejado algo a Bond. Lo abre para encontrar el bulldog de porcelana blanca con el Union Jack envuelto en papel de seda y sonríe. Eve le dice que rechazó el trabajo de campo y tomó un trabajo de escritorio, revelando que su apellido es Moneypenny. Bond atraviesa una puerta de cuero con capitoné más allá del escritorio de Eve y entra en una oficina que le resulta familiar; Mallory ha sido designado como el nuevo M y le entrega a Bond una carpeta de asignaciones preguntándole si está listo para volver al trabajo. Bond responde: "Con mucho gusto, señor".
La película cierra con una nueva secuencia del cañón de una pistola, un logotipo del 50 aniversario y un título que dice "James Bond regresará".

## Reparto
El reparto de Skyfall fue revelado formalmente en una conferencia de prensa que tuvo lugar en el Hotel Corinthia en Londres, el 3 de noviembre de 2011, exactamente cincuenta años después del anuncio de que Sean Connery sería el primer actor en interpretar a James Bond. 
| Actor            | Personaje                   | Notas |
| ---------------- | --------------------------- | --- |
| Daniel Craig     | James Bond                  | El sexto agente 007, es la tercera vez que interpreta al personaje. Esta vez Bond se enfrenta con el aburrimiento, la depresión y el cansancio para hacer su trabajo. |
| Judi Dench       | M                           | Es la séptima y última película de Judi Dench. Vuelve a interpretar a M, sin embargo en esta película ella tiende a ser más sentimental con Bond. |
| Javier Bardem    | Raoul Silva/Tiago Rodríguez | Es el principal antagonista. Silva es un ciberterrorista que busca venganza contra los que considera responsables por haberlo traicionado. Al hacer el casting para el papel, el director Sam Mendes admitió que presionó fuertemente a Bardem a aceptarlo. Mendes vio el potencial de su naturaleza para ser reconocido como uno de los personajes más memorables de la franquicia. Sentía que Bardem era uno de los pocos actores a la altura de convertirse en "incoloro" y que existe dentro del mundo del cine como algo más que una función de la trama. En la preparación para el papel, Bardem tenía el guion traducido a su idioma natal (español) con el fin de comprender mejor su personaje. Bardem se tiñó el pelo de rubio platino para el papel después de una lluvia de ideas con Mendes para llegar a un claro punto visual del personaje, lo que llevó a algunos analistas a observar una similitud entre el personaje y el fundador de WikiLeaks, Julian Assange. |
| Ralph Fiennes    | Gareth Mallory              | Presidente del Comité de Inteligencia y Seguridad con control sobre el MI6. Reemplaza a M después de su muerte. |
| Naomie Harris    | Eve                         | Harris se presentó inicialmente como Eve, una agente de campo del MI6 que trabaja en estrecha colaboración con Bond. A pesar de la especulación en curso en los medios de comunicación de que Harris había sido elegida como Miss Moneypenny, esto no fue confirmado por las personas involucradas en la producción de la película. De acuerdo con Harris: "Eve cree que es igual que Bond, pero ella es realmente menor que él". |
| Bérénice Marlohe | Sévérine                    | Una mujer que fue salvada por Silva de la industria del sexo en Macao, y ahora trabaja como su representante. Marlohe describe a su personaje como "atractivo y enigmático", y que se inspiró en la villana de GoldenEye: Xenia Onatopp (interpretada por Famke Janssen) para interpretar a Sévérine. |
| Ben Whishaw      | Q                           | Es el actor más joven en interpretar a este personaje. Es el oficial de intendencia del MI6. |
| Albert Finney    | Kincade                     | El guardia de la finca de la familia Bond. Los productores brevemente consideraron acercarse a Sean Connery para ofrecerle interpretar el papel en un guiño a los 50 años de la serie de películas, pero dijo que no, al sentir que la presencia de Connery se vería como una fundición de dobles y desengancharía a las audiencias de la película. |
| Rory Kinnear     | Bill Tanner                 | El Jefe del Estado Mayor del MI6 |
| Ola Rapace       | Patrice                     | Un mercenario que "es un hombre de pocas palabras" y "ama la violencia". |
| Helen McCrory    | Clair Dowar                 | Miembro del Parlamento. |

Otros miembros del reparto incluyen a Nicholas Woodeson como el Doctor Hall, el examinador psicológico en el MI6, Bill Buckhurst como Ronson, un agente que es herido de muerte por Patrice, y Elize du Toit como Vanessa, asistente de M.

## Producción

### Desarrollo
La producción de Skyfall fue suspendida durante todo el 2010 debido a los problemas financieros de MGM. Reanudaron la preproducción después de la salida de MGM de la bancarrota el 21 de diciembre de 2010 y en enero de 2011, la película recibió oficialmente una fecha de lanzamiento del 9 de noviembre de 2012 por MGM y la familia Broccoli, con una producción programada para comenzar a finales de 2011. Desde entonces, MGM y Sony Pictures han anunciado que el Reino Unido y la fecha de Irlanda se adelantaría al 26 de octubre de 2012, dos semanas antes de la fecha de EE.UU, que fue del 9 de noviembre de 2012. El presupuesto de la película se estima en $ 150 millones y $ 200 millones USD. En comparación con los $ 200 millones gastados en Quantum of Solace (película). Skyfall coincidió en su estreno con el 50° Aniversario de la primera película de la franquicia James Bond, Dr. No. Según el productor Michael G. Wilson, un equipo de documentalistas estaba programado para filmar la producción de la película para celebrar el aniversario.

### Preproducción
A fines de agosto de 2011, varios sitios de noticias se hicieron eco de un reportaje del periódico serbio Blic que afirmó que la 23.ª película Bond iba a tener el título Carte Blanche y que sería adaptada de la reciente novela de Jeffrey Deaver. El 30 de agosto Eon Productions oficialmente negó cualquier vínculo entre Bond 23 y Carte Blanche, declarando que "la nueva película no va a sería llamada Carte Blanche y no tendrá nada que ver con el libro de Jeffery Deaver". El 3 de octubre, un periódico inglés divulgó que quince nombres de dominio ('jamesbond-skyfall.com' y 'skyfallthefilm.com', entre otros) habían sido registrados de parte de MGM y Sony Pictures. Entre periodistas de farándula este informe provocó la suposición de que la película hubiera sido titulada Skyfall («caída del cielo»). Estos rumores no fueron inmediatamente confirmado por Eon Productions. Estos informes no fueron confirmados en su momento por Eon Productions, Sony o MGM. Skyfall fue confirmada más adelante en la conferencia de prensa en noviembre, durante la cual la coproductora Barbara Broccoli dijo que el título "tiene un contexto emocional que se revela en la película". El título hace referencia al nombre de la casa de la infancia de Bond "Skyfall", y el escenario del final de la película.

### Equipo
Skyfall fue dirigida por Sam Mendes, el primero que firmó un contrato para el proyecto poco después de que Quantum of Solace se estrenará y se mantuvo a bordo como consultor. Mendes, quien ya había trabajado con Daniel Craig en Camino a la perdición (película), fue aceptado después de ver a Craig en una producción de A Steady Rain. Los dos se conocieron entre bastidores después de su primera emisión, donde Daniel Craig abordó el tema de dirigir una película de Bond por primera vez. Mendes tuvo dudas en un principio para aceptar el trabajo de dirigir una película de Bond, ya que no tenía atractivo para él, pero no rechazó la oferta de inmediato debido a la participación de Craig y se entusiasmó por el proyecto; Mendes describe el casting de Craig y su desempeño en Casino Royale como lo que necesita la franquicia Bond en su actor principal. Él aceptó dirigir después de reunirse con los productores Michael G. Wilson y Barbara Broccoli y ver cómo y cuándo rodarían la película. Se rumoreaba que Mendes encargó hacer unas revisiones al guion para suprimir escenas de acción en favor de interpretaciones centradas en el personaje con la intención de optar a los Óscar. Sin embargo, Mendes negó dichas publicaciones y declaró que las escenas de acción serían una parte importante de la película.
Peter Morgan fue originalmente el encargado de escribir el guion, pero abandonó el proyecto cuando MGM se fue a la quiebra y la producción de la película se estancó. A pesar de su partida, Peter Morgan indicó más adelante que el guion final se basó en su idea original, conservando lo que él describió como el "gancho grande" de la película. Mendes negó, diciendo: "No, en absoluto. Definitivamente no, eso es una mentira. No quiero hacer una gran historia sobre ello, eso no es cierto ... leí que el guion de Peter y no cuadra nada. Escribió el guion, pero lo desecharon cuando llegué. Ese crédito no es justo para los escritores". El guion final fue escrito por Neal Purvis y Robert Wade, así como John Logan, quienes escribieron el guion en la época de Pierce Brosnan. John Logan relató su introducción en el proyecto para su viejo amigo Sam Mendes, que describe el proceso entre Mendes y los guionistas como "muy cooperativo", y que Skyfall era una de las mejores experiencias en las que había participado.
Roger Deakins firmó como director de fotografía, habiendo trabajado anteriormente con Mendes en Jarhead y Revolutionary Road. Dennis Gassner vuelve como diseñador de producción, la diseñadora de vestuario Jany Temime se retiró del proyecto, Alexander Witt fue director de la segunda unidad, el coordinador de especialistas fue Gary Powell, y Chris Corbould supervisó los efectos especiales, mientras que el supervisor de efectos visuales fue Steve Begg. Todos han trabajado en películas anteriores de Bond. Daniel Kleinman volvió a diseñar la secuencia de la película haciendo a un lado Quantum of Solace (película) para permitir que el estudio de diseño gráfico MK12 creara una buena secuencia.

### Localizaciones
Sam Mendes y Barbara Broccoli viajaron a Sudáfrica para buscar las localizaciones en abril de 2011. Con la película entrando en la preproducción en agosto, surgieron informes de que el rodaje se llevaría a cabo en la India, con escenas que se rodarían en el barrio Sarojini Nagar del distrito de Nueva Delhi y en las líneas ferroviarias entre Goa y Ahmedabad. El equipo de producción enfrentó varias complicaciones en la obtención del permiso para cerrar las vías del ferrocarril de Konkan. Hubo problemas similares durante la producción de las películas The Dark Knight Rises y Misión imposible: Protocolo fantasma. El permiso fue concedido finalmente al equipo de producción de Bond, con algunas restricciones adicionales establecidas a solicitud de las autoridades de la India, sin embargo, más tarde, el equipo de producción informó que había decidido no rodar en la India.

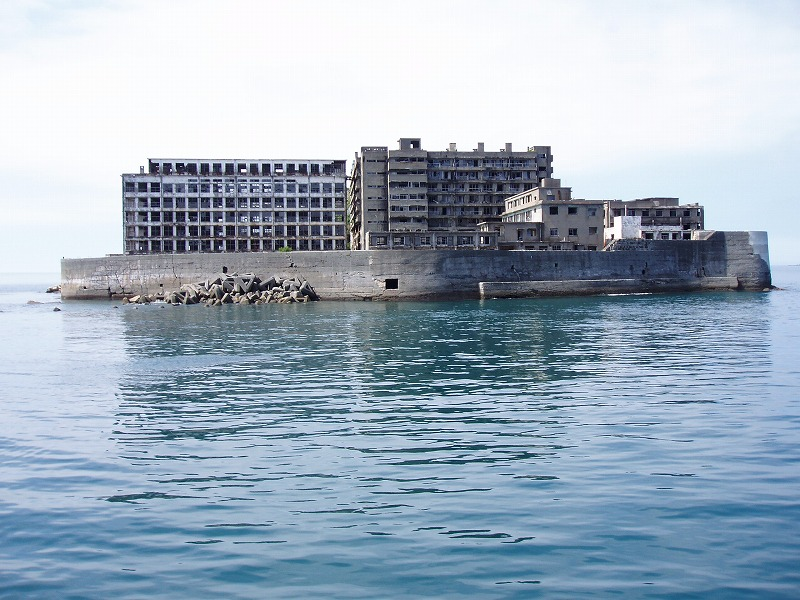
Isla de Hashima (la base del villano)

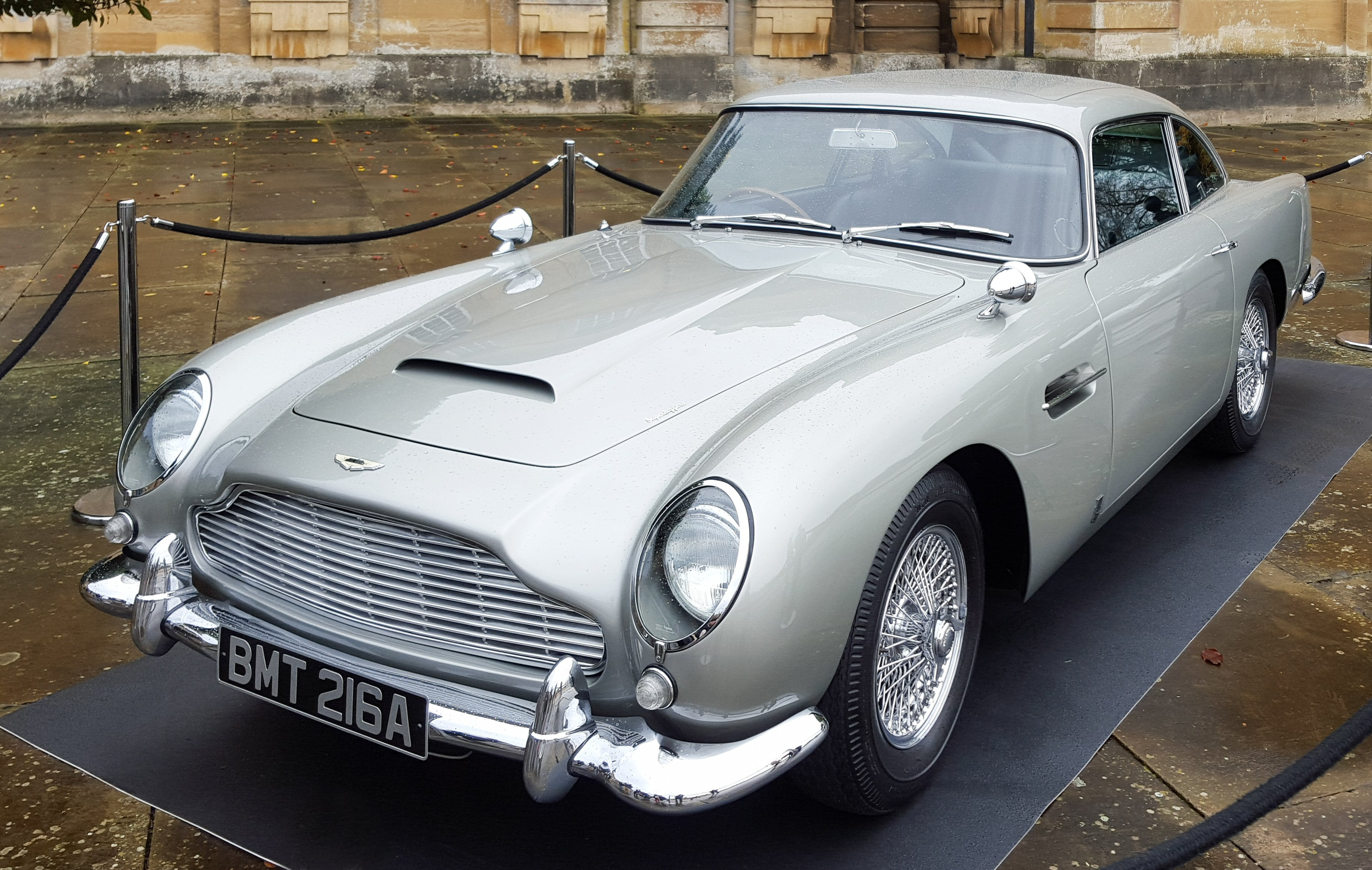
El Aston Martin DB5 que aparece en la película

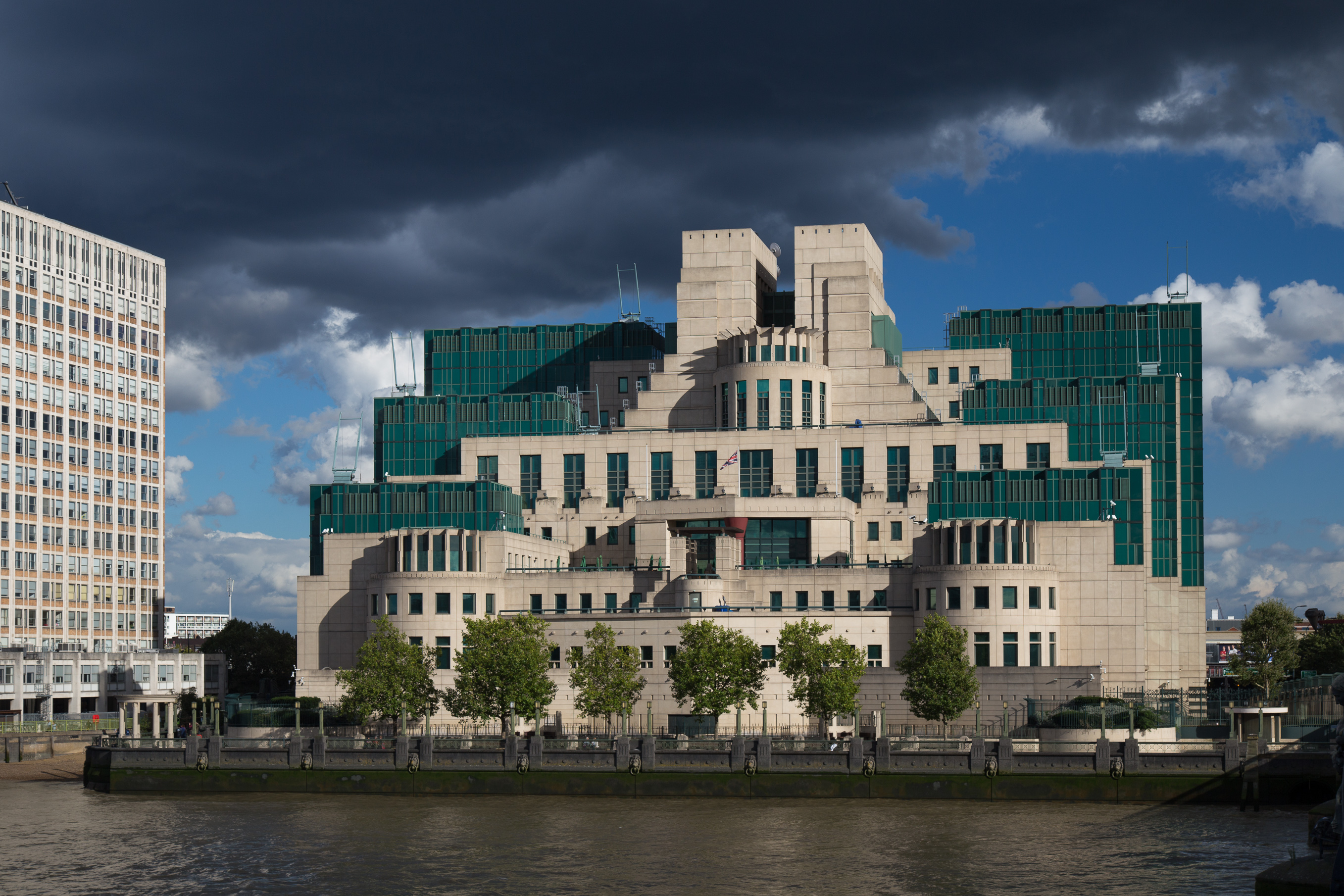
El edificio del MI6 en Londres

- Inglaterra
  - Pinewood Studios
  - Whitehall, distrito de Londres
- Escocia
  - Castillo de Duntrune en Argyll[17]
- Turquía
  - Plaza Sultán Ahmet, Estambul[18]
  - Otras localidades
- China
  - Shanghái
- Japón
  - Isla de Hashima
- Otras localidades

### Filmación
La fotografía principal estaba programada para tomar hasta 133 días, aunque en realidad tomó 128. Comenzó el 7 de noviembre de 2011 en Londres, con Deakins usando Arri Alexa cámaras digitales para filmar toda la película. Fue la primera película de Bond rodada digitalmente. Las escenas se rodaron en London Underground stations, Aparcamiento de Smithfield en West Smithfield, la Galería Nacional, Southwark, Whitehall, Plaza del Parlamento, Estación de Charing Cross, el Old Royal Naval College en Greenwich, Cadogan Square y Tower Hill. el Hospital de San Bartolomé se usó para la escena en la que Bond ingresa a la sede subterránea del MI6, mientras que los túneles de Old Vic debajo de la estación de Waterloo servían como campo de entrenamiento del MI6. El encuentro entre Q y Bond se filmó cuando la Galería Nacional estaba cerrada por la noche. Las oficinas del Departamento de Energía y Cambio Climático se utilizaron para la escena cerca del final, cuando Bond se para en el techo. Vauxhall Bridge y Millbank fueron cerrados al tráfico para filmar la explosión en el edificio del MI6 en Vauxhall Cross A diferencia de The World Is Not Enough, que presentaba una explosión en el edificio filmada en una réplica a gran escala, esta explosión se agregó digitalmente durante la posproducción. El final fue planeado para el Castillo de Duntrune en Argyll, pero poco después comenzó el rodaje la ubicación se cambió a Glen Coe. Aunque supuestamente en Escocia, la casa de la familia de Bond se construyó en Hankley Common en Surrey. utilizando un modelo a escala real del edificio, hecho de madera contrachapada y yeso.
La producción se trasladó a Turquía en marzo de 2012 y el rodaje continuó hasta el 6 de mayo. Adana representa las afueras de Estambul. Algunos adolescentes turcos se infiltraron en un set cerrado en apartaderos de trenes en Adana, durante los ensayos de filmación de la pelea en la parte superior de un tren, antes de que fueran atrapados por la seguridad. La escena del tren representada en los tráileres mostraba el Viaducto de Varda en las afueras de Adana, durante el cual el doble de acción de Bond, Andy Lister, se zambulló hacia atrás desde la caída con una grúa en un vagón de tren sosteniendo una línea de seguridad. Partes de Estambul—incluyendo el Bazar de las Especias, Yeni Camii, la Gran Oficina de Correos, Plaza Sultanahmet y el Gran Gran Bazar (Bazar, Estambul): se cerraron para filmar en abril. Según los informes, a los propietarios de las tiendas afectadas se les permitió abrir sus tiendas, pero no se les permitió realizar negocios, sino que se les pagó TRY 750 ($418) por día como compensación. La producción fue criticada por supuestamente dañar edificios mientras filmaba una persecución en motocicleta por los tejados. Wilson lo negó y señaló que el equipo había eliminado secciones del techo antes de filmar y las reemplazó con réplicas temporales. El equipo de producción negoció con 613 copropietarios de Calis Beach en Fethiye para filmar a lo largo de la costa.
Mendes confirmó que China aparecería en la película, con el rodaje programado para Shanghái y "otras partes" del país. Logan afirmó que buscaron deliberadamente lugares que estuvieran "en oposición" a Londres, con una cualidad exótica como "lugares para que Bond se sintiera incómodo". Las escenas con los actores principales no se filmaron en Shanghái, sino en el Reino Unido. La piscina Virgin Active en el Canary Wharf de Londres actuó como la piscina del hotel de Bond, El hipódromo de Ascot sustituyó al Aeropuerto Internacional de Shanghái-Pudong, y la Broadgate Tower de Londres se utilizó como entrada y vestíbulo del edificio de oficinas de Shanghái. El casino Golden Dragon en Macao se construyó en un escenario de sonido en Pinewood Studios, con 300 linternas flotantes y dos cabezas de dragón de 30 pies de altura iluminando el escenario. La producción recibió permiso para filmar imágenes aéreas de la segunda unidad de Shanghái desde un helicóptero prestado por el Gobierno chino. La primera imagen oficial de la película se publicó el 1 de febrero de 2012 y mostraba a Craig en el set de Pinewood dentro de una recreación de un rascacielos de Shanghái.
La guarida del villano Silva se inspiró en la Isla Hashima, una isla abandonada frente a la costa de Nagasaki, Japón. En la película, la isla ficticia se encuentra cerca de Macao. Mendes explicó que la secuencia se creó con una combinación de grandes escenarios de las calles de la ciudad y tomas de establecimiento generadas por computadora. El escenario de Hashima se incluyó después de que Craig se reuniera con el cineasta sueco Thomas Nordanstad mientras filmaba The Girl with the Dragon Tattoo en Estocolmo. Nordanstad, que produjo un breve documental de 2002 sobre la isla titulado Hashima, recuerda que Craig tomó notas extensas durante la reunión, pero desconocía su interés hasta que se estrenó Skyfall.
Posteriormente, la película se convirtió al formato IMAX para su proyección en los cines IMAX. Deakins no sabía que la película se iba a estrenar en IMAX hasta que tomó la decisión de rodar la película con las cámaras Arri Alexa, y no estaba satisfecho con las pruebas IMAX realizadas a partir de su metraje, ya que los colores "no Se ve muy bien". Después de explorar más el sistema IMAX y descubrir que IMAX Corporation estaba usando su proceso de remasterización patentado, Deakins hizo más pruebas sin el proceso y comprobó que "las imágenes se veían espectaculares en la gran pantalla IMAX", disipando sus dudas sobre el formato.

### Música
Thomas Newman, quien trabajó con Sam Mendes como compositor para American Beauty, Camino a la perdición, Jarhead y Revolutionary Road, sustituyó a David Arnold como compositor, convirtiéndose en el noveno compositor en la historia de la saga Bond. Cuando se le preguntó acerca de las circunstancias que rodearon su salida de la filmación, Arnold comentó que Newman había sido seleccionado por Mendes por su trabajo en años pasados y no porque él trabajó con el director Danny Boyle como compositor para la ceremonia de apertura de los Juegos Olímpicos de Londres 2012. La banda sonora fue lanzada el 29 de octubre de 2012 en el Reino Unido y el 6 de noviembre de 2012 en los Estados Unidos.
La película también cuenta con la canción «Boum!», interpretada por Charles Trenet en 1938, durante las escenas en las que Silva muestra a Bond el entorno de su isla abandonada, y «Boom Boom», popularizada por The Animals en 1964, que en esta ocasión fue versionada por John Lee Hooker, en la secuencia en la que Silva ataca a Skyfall al final de la película.
En octubre de 2012, la cantautora británica Adele confirmó que ella había escrito y grabado la canción que se convirtió en el tema principal de la película con su compositor habitual, Paul Epworth. La canción se llamó igual que la película: «Skyfall». 
Más tarde se publicó la portada del sencillo en Twitter, mencionándose a sí misma y a Epworth como compositores y a Epworth y J. A. C. Redford como arregladores de la orquesta. La canción fue lanzada como descarga digital el 5 de octubre de 2012 a las 0:07 horas, dando inicio así al llamado «Día Global de James Bond», el cual coincidió con el quincuagésimo aniversario de la primera película Bond, Dr. No. La canción se posicionó en el primer lugar en varios países, como Alemania, Bélgica, Francia, Países Bajos, Italia y Suiza, y ha vendido más de dos millones de copias alrededor del mundo. La canción fue lanzada bajo el sello de Columbia Records.
La canción se utilizó como introducción de la película cuando Bond es lanzado al río. La introducción se basa en figuras y animaciones hechas por computadora que dan un resumen de la película mientras los créditos iniciales aparecen en la pantalla.